# ناتالیا زابالا
ناتالیا زابالا (به انگلیسی: Natalia Zabala) (زاده ۱۱ می ۱۹۸۳) مدل و ملکه زیبایی اسپانیایی است.
او در سال ۲۰۰۷ دختر شایسته اسپانیا شد.